# Кокер, Джо
Джо Кокер (англ. Joe Cocker; полное имя Джон Роберт Кокер, англ. John Robert Cocker; 20 мая 1944, Шеффилд, Англия — 22 декабря 2014, Крофорд, Колорадо) — британский певец, работавший в жанрах блюз и рок. Офицер ордена Британской империи.
Его визитной карточкой являлся хриплый баритон. Жемчужины его репертуара — блюзовые и рок-баллады «Summer in the City», «My Father’s Son», «Unchain My Heart», «You Can Leave Your Hat On», «You Are So Beautiful», «Now That the Magic Has Gone», «Have a Little Faith In Me», «N’oubliez jamais» и «Up Where We Belong», прозвучавшая в фильме «Офицер и джентльмен» и получившая премию «Оскар» как лучшая песня года, а также премию «Грэмми».
Считается одним из наиболее вокально сильных исполнителей второй половины XX века; в 1999 году британский журнал Mojo, а в 2008 — американский Rolling Stone включили его в свои списки «100 величайших певцов в истории».

## Биография

### Ранние годы

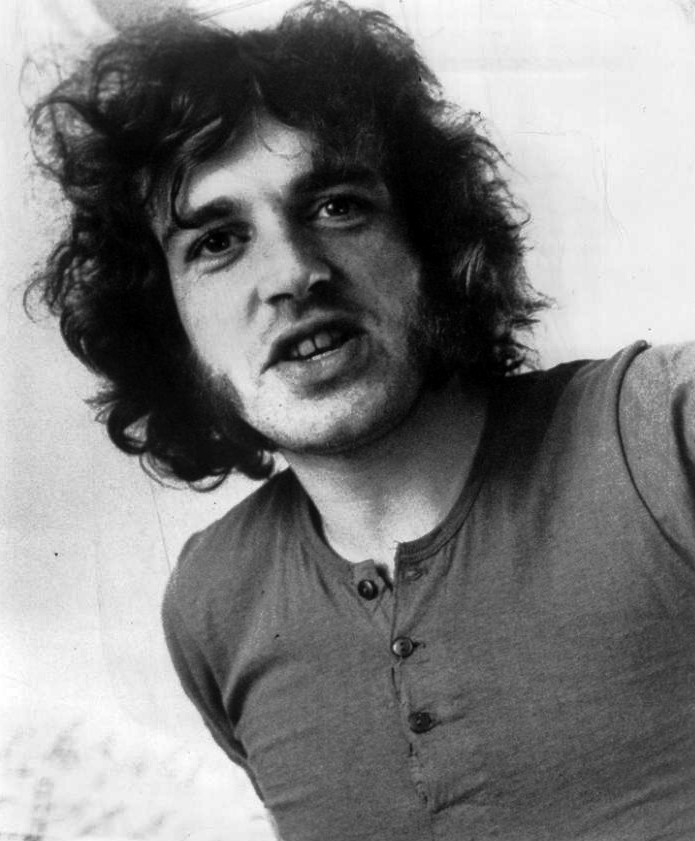
Джо Кокер в 1970 году

Певец был младшим сыном государственного служащего Гарольда Кокера, проживавшего в рабочем районе Шеффилда. Из-за финансовых затруднений Джо рано оставил школу и пошёл работать помощником газосварщика. Однако в 1961 году он начал карьеру певца в небольших пабах Шеффилда, выступая под псевдонимом Vance Arnold в составе группы The Avengers. В состав репертуара входили в основном каверы на известные джазовые, блюзовые и соул-хиты, например, Чака Берри и Рэя Чарльза.
В 1963 году Кокер и его команда выступили на сцене Шеффилдского сити-холла перед концертом The Rolling Stones. В 1966 году Джо Кокер и Крис Стейнтон (Chris Stainton) создали группу The Grease Band и часто выступали в Шеффилде, а также гастролировали по северу Англии, играя афроамериканский ритм-н-блюз и соул. Музыкантов замечает продюсер Денни Корделл и записывает с ними сингл «Majorine», а группа перебирается в Лондон и начинает регулярно выступать в одном из пабов.

### Первый успех
В 1968 году записал собственную версию битловской «With a Little Help from My Friends», которая в ноябре достигла вершины национального хит-парада продаж.
Весной 1969 года Grease Band отправились в свой первый тур по США. Альбом With a Little Help from My Friends был выпущен вскоре после прибытия в Америку и занял 35-е место в американских хит-парадах.
В августе 1969 года его выступление стало одним из гвоздей фестиваля в Вудстоке; после него он получил прозвище «белый мастер чёрного блюза». В следующем году менеджмент певца собрал группу Mad Dogs & Englishmen для гастролей Кокера по Америке. За 56 дней, вместе со своей свитой, состоящей из более сорока человек (включая десять бэк-вокалистов), Кокер объездил 48 городов и дал 58 концертов. По итогам тура был выпущен двойной концертный альбом Mad Dogs & Englishmen.
В 1970-е годы Кокер испытывал проблемы с репертуаром, в котором преобладали перепевки песен других исполнителей. Кроме того, он пристрастился к наркотикам и алкоголю, регулярно появляясь на сцене в состоянии лёгкого подпития. По причине злоупотребления алкоголем его некогда мощный голос превратился в предельно хриплый баритон. Это не помешало ему в 1982 году в дуэте с Дженнифер Уорнс покорить американские хит-парады с медленной балладой «Up Where We Belong», за которой последовали другие песни в аналогичном стиле. Песня «Up Where We Belong» прозвучала в фильме «Офицер и джентльмен» и получила премию «Оскар», а также премию «Грэмми» в номинации «Лучшее вокальное поп-исполнение дуэтом или группой». На протяжении 80-х Кокер находит собственное звучание на стыке блюз-рока и софт-рока и выпускает ряд успешных альбомов.
В 1992 году Джо Кокер выступил на церемонии вручения «Грэмми» и совместно с Сасс Джордан записал композицию «Trust In Me», вошедшую в саундтрек к фильму «Телохранитель». В 1993 году он получил номинацию на «Лучший мужской вокал» на Brit Awards. Также Кокер был одним из немногих вудстоковских «ветеранов», который выступил (и с успехом) на Woodstock '94. Малоизвестная песня Кокера «Woman to Woman» была переработана рэп-продюсером Dr. Dre для Тупака Шакура в хит «California Love», который в 1996 году возглавил Billboard Hot 100 и был включён в список «500 величайших песен всех времён по версии журнала Rolling Stone».

### Поздние годы
В 2001 году сингл «My Father’s Son» получил премию «Рекордъ» в номинации «Зарубежный радиохит года».
В 2002 году Кокер (совместно с Филом Коллинзом и Брайаном Мэйем) выступает на церемонии празднования Золотого юбилея королевы Елизаветы II, исполнив «With a Little Help from My Friends».
Певец активно выступал в странах Восточной и Западной Европы. В 2008 году Джо Кокер выступал в Государственном Кремлёвском дворце, несколькими годами ранее — на Васильевском спуске.
Последние годы много болел. В сентябре 2014 года Билли Джоэл со сцены сообщил, что состояние здоровья Кокера неудовлетворительное. Скончался 22 декабря 2014 года от рака лёгких в городе Крофорд (штат Колорадо), где жил на уединённом ранчо вместе с супругой.
11 сентября 2015 года в рамках фестиваля Lockn' группа Tedeschi Trucks Band провела трибьют-концерт в честь Джо Кокера и его концертного тура «Mad Dogs & Englishmen» с привлечением большого количества его оригинальных участников.

## Дискография
- 1969 — With a Little Help from My Friends
- 1969 — Joe Cocker!
- 1970 — Mad Dogs & Englishmen
- 1972 — Something to Say
- 1974 — I Can Stand a Little Rain
- 1975 — Jamaica Say You Will
- 1976 — Stingray
- 1978 — Luxury You Can Afford
- 1982 — Sheffield Steel
- 1984 — Civilized Man
- 1986 — Cocker
- 1987 — Unchain My Heart
- 1989 — One Night of Sin
- 1990 — Joe Cocker Live
- 1991 — Night Calls
- 1992 — The Best of Joe Cocker
- 1994 — Have a Little Faith
- 1995 — The Long Voyage Home
- 1996 — Organic
- 1997 — Across from Midnight
- 1999 — No Ordinary World
- 2002 — Respect Yourself
- 2004 — Heart & Soul
- 2007 — Hymn for My Soul
- 2009 — Live at Woodstock
- 2010 — Hard Knocks
- 2012 — Fire It Up

## Песни, написанные Джо Кокером
1. 1968 — Something’s Coming On (совместно с Крисом Стэнтоном) [сторона «Б» сингла With A Little Help From My Friends)
2. 1968 — The New Age of the Lily [сторона «Б» сингла Marjorine]
3. 1968 — Marjorine (совместно со Стэнтоном, Фрэнком Майлсом и Томом Раттигеном) [альбом With a Little Help from My Friends]
4. 1969 — Sandpaper Cadillac (совместно со Стэнтоном) [альбом With a Little Help from My Friends]
5. 1969 — Change in Louise (совместно со Стэнтоном) [альбом With a Little Help from My Friends]
6. 1969 — She’s So Good to Me (совместно со Стэнтоном) [сторона «Б» сингла Delta Lady]
7. 1969 — That’s Your Business Now (совместно со Стэнтоном) [альбом Joe Cocker!]
8. 1970 — There Must Be a Reason (совместно со Стэнтоном) [сингл для Билли Дэвиса]
9. 1970 — Something to Say (совместно с Питером Николсом) [для альбома The Last Puff группы Spooky Tooth и Микки Харрисона] [в 1972 году попала в собственный альбом Something to Say]
10. 1971 — Where’s My Champion [сторона «Б» для сингла Мии Эли]
11. 1971 — High Time We Went (совместно со Стэнтоном) [альбом Something to Say]
12. 1971 — Black Eyed Blues (совместно со Стэнтоном) [альбом Something to Say]
13. 1972 — Woman to Woman (совместно со Стэнтоном) [альбом Something to Say]
14. 1972 — Pardon Me Sir (совместно со Стэнтоном) [альбом Something to Say]
15. 1972 — She Don’t Mind (совместно со Стэнтоном) [альбом Something to Say]
16. 1972 — De Mujer A Mujer (совместно со Стэнтоном) [сингл]
17. 1974 — I Get Mad (совместно с Джимом Прайсом) [альбом I Can Stand a Little Rain]
18. 1974 — Hangman Hang My Shell on a Tree (совместно с Николсом) [для сборника Pop Chronik группы Spooky Tooth]
19. 1974 — The Scratch [для альбома Free Beer and Chicken Джона Хукера]
20. 1976 — Born Thru Indifference (совместно с Ричардом Ти) [альбом Stingray]
21. 1986 — Now That You’re Gone (совместно с Дитером Дэном, Клаусом Леджем и Тони Кэри) [сингл]
22. 1986 — We Stand Alone (совместно с Хоуком Виолински и Джеймсом Ньютоном-Ховардом) [для саундтрек-альбома Wildcats — Original Motion Picture Soundtrack]
23. 1989 — Another Mind Gone (совместно со Стэнтоном и Джеффом Ливайном) [альбом One Night Of Sin]
24. 1994 — Angeline (совместно с Тони Уайтом) [альбом Have A Little Faith]
25. 1996 — High Lonesome Blue (совместно с Уайтом) [альбом Organic]

## Галерея

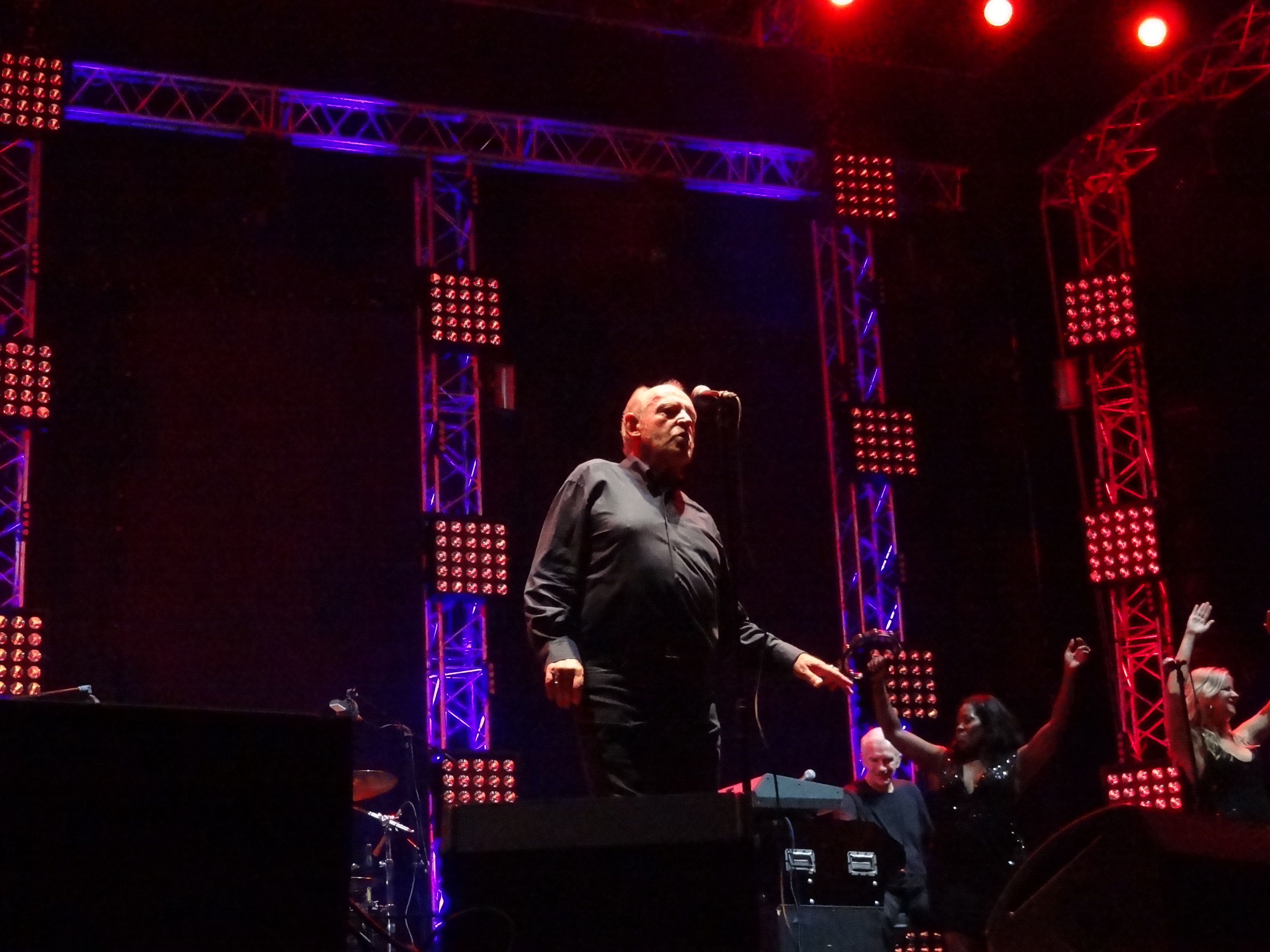
Концерт в рамках X Международного инвестиционного форума в Сочи (2011 год)
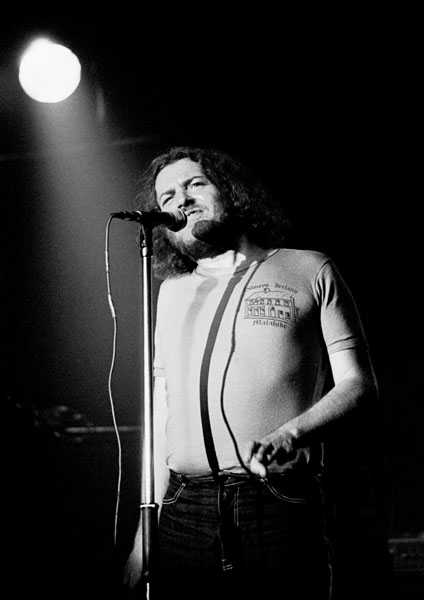
Выступление в Дублине, 1980 год
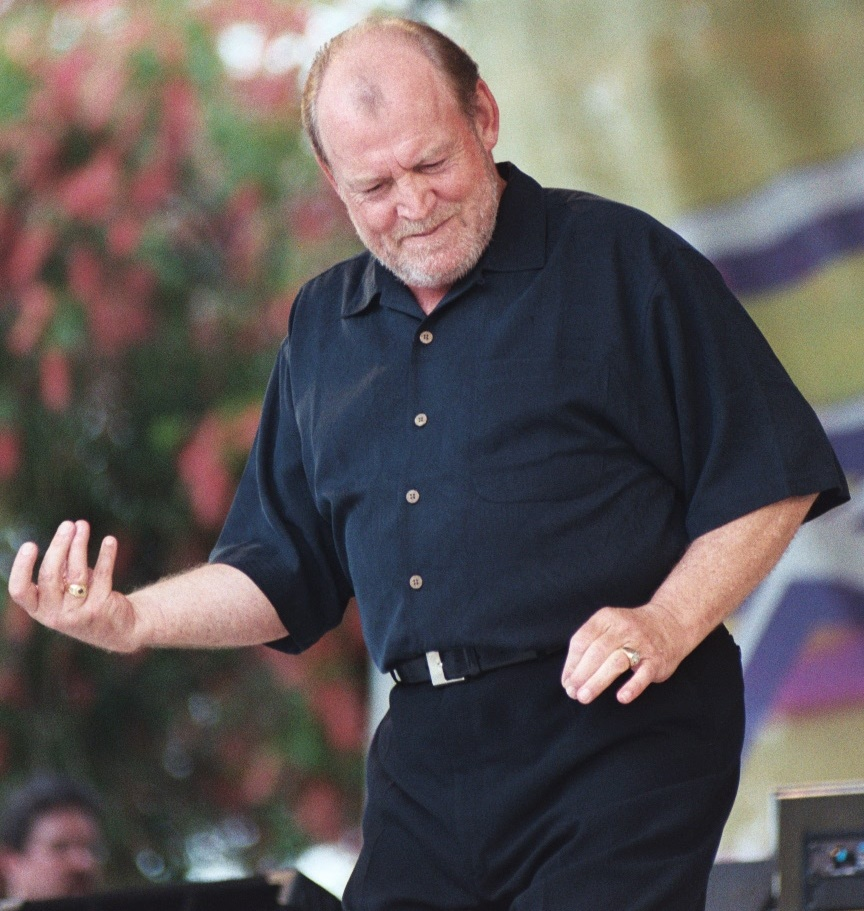
Флорида, США, 2003 год